# Virtuální ekonomika
Virtuální ekonomika (někdy také syntetická ekonomika) je emergentní ekonomika existující v perzistentním virtuálním světě, kde je možné v rámci internetové (online) hry směňovat virtuální zboží. Lidé obvykle nevstupují do těchto virtuálních ekonomik z nezbytnosti, ale za účelem oddechu a zábavy. Virtuální ekonomiky většinou postrádají ty aspekty reálné ekonomiky, které nejsou považovány za zábavné (hráči ve virtuální ekonomice obvykle nepotřebují kupovat jídlo za účelem přežití ani uspokojovat jiné biologické potřeby). I tak někteří lidé pomocí obchodů ve virtuální ekonomice dosahují reálných peněžních zisků.

## Přehled
Virtuální ekonomiky se objevují v MUD a MMORPG hrách. Největší virtuální ekonomiky se naházejí v MMORPG hrách. Virtuální ekonomiky existují také ve hrách simulujících život, což lze považovat[kdo?] za nejradikálnější krok směrem k spojování virtuální ekonomiky s reálným světem. To se projevuje například vnímáním práv k duševnímu vlastnictví na věci vytvořené hráči ve hře Second Life a politikou laissez faire (volného trhu) s Lindenskými dolary (L$) – herní měna, která se obchoduje (nakupuje a prodává za skutečné peníze) na webových stránkách třetích stran.[zdroj?] Virtuální ekonomiky mohou existovat také v  internetových (online) hrách založených na prohlížečích, kde je možné platit skutečnými penězi a otevírat vlastní (uživatelem vytvořené) obchody, nebo jako druh emergentní hry.
Virtuální vlastnictví se vztahuje na jakýkoliv zdroj, který je kontrolován pravomocemi, co zahrnuje virtuální objekty, avatary nebo celé uživatelské účty. Následující charakteristiky jsou obecně nalézány ve virtuálním vlastnictví. Nicméně není vyloučeno, že virtuální vlastnictví postrádá jedno nebo více těchto charakteristik anebo mohou být interpretovány s rozumnou flexibilitou.
1. Konkurence: Držení vlastnictví je limitováno jednou osobou nebo malým množstvím osob.
2. Perzistence: Držení je udržováno dokonce i když vlastnictví není užíváno. Uživatelé očekávají zachování jejich vlastnictví i po opětovném připojení do virtuálního světa.
3. Vzájemná propojitelnost: Vlastnictví může ovlivnit anebo být ovlivněno jinými lidmi nebo jinými předměty. Hodnota vlastnictví se mění v závislosti na schopnosti použít jej pro tvorbu nebo prožívání nějakých efektů.
4. Sekundární trhy: Virtuální vlastnictví může být tvořeno, obchodováno, kupováno a prodáváno. Mohou se užívat i skutečná aktiva (obvykle peníze).
5. Uživateli přidaná hodnota: Uživatelé mohou pozvednout hodnotu virtuálního vlastnictví přizpůsobením a zlepšením daného předmětu.

Existence těchto podmínek vytváří ekonomický systém s vlastnostmi podobnými těm, které vidíme v současných ekonomiích. Proto, ekonomická teorie může být často užita na studium těchto virtuálních světů.
Uvnitř virtuálních světů, kde existují virtuální ekonomiky, jsou herní položky obvykle oceňovány na základě nabídky a poptávky užitné hodnoty předmětu – tvůrce nemá nad cenou absolutní kontrolu.
Většina hráčů vnímá tyto emergentní ekonomiky jako možnost aktivně se účastnit hry. Vytváří se tak nová dimenze reálna. V klasických virtuálních ekonomiích bylo zboží oceňováno měnou existující jenom v dané hře. Tyto měny jsou často použitelné k zisku i v reálném světě.

### Trh
Uvolnění World of Warcraft firmou Blizzard Entertainment v roce 2004 a jeho následný nesmírný úspěch ve světe zvedl povědomí jak o MMORPG tak o jejich sekundárních trzích. V tom čase se otevřelo mnoho nových trhů. Hledání "WoW Gold" na Googlu vrací velké množství stránek (více než 90 sponzorovaných výsledků v červnu 2006), ze kterých může být koupeno Zlato. Obchod reálných peněz ve virtuálním trhu rostl, až se stal multimiliardovým průmyslem. Hráči EverQuestu Brock Pierce a Alan Debonneville založili Internet Gaming Entertainment Ltd (IGE), společnost která nabízela nejen virtuální komodity na výměnu za reální peníze, ale také poskytovala profesionální zákaznický servis. IGE měla vytrénované zaměstnance, kteří byli schopni zvládat finanční potíže, odpovídat na dotazy zákazníků a zajišťovat technickou podporu – vše pro spokojenost hráčů s jejich reálně nabitými penězi. Vytvoření obchodu v Hongkongu, kde malá armáda technicky zdatných a slabě placených pracovníků plnila příkazy, vytvářela avatary, získávala zboží a doručovala je kamkoli po světě, pomohlo globálnímu rozšíření virtuálních světů. Tento lukrativní obchod otevřel celý nový typ ekonomiky, kde hranice mezi reálným a virtuálním nejsou úplně jasné.
Stovky společností jsou enormně úspěšné v tomto nově vzniklém obchodě s virtuálními položkami prodávajícími se za stovky nebo dokonce tisíce dolarů. Některé z těchto společností prodávají veliké množství virtuálního zboží pro jednu hru, jiné prodávají různé virtuální služby určeny pro rozličné hry. Obchodování s virtuálním zbožím za skutečné peníze reprezentuje vývoj virtuálních ekonomií, kde se lidi scházejí, kde se potkávají reální a virtuální světy uvnitř ekonomické sféry.
Ačkoliv virtuální trhy mohou růst, není jasné jak veliký rozsah mohou dosáhnou s podporou velikého počtu podniků, kvůli nahraditelnosti zboží na těchto trzích a nedostatku faktorů jako třeba lokalizace a distribuce poptávky. Navzdory početným slavným příkladům ekonomického růstu Second Life, amatérský analytik v roce 2008 odhadl nerovnost v příjmu v Second Life's ekonomice horší než bol kdykoliv zaznamenán v jakékoliv reální ekonomice: a Gini koeficient 90.2, Hoover index 77.8 a Theil index 91%.
Nicméně, aplikace těchto ekonomických ukazatelů ve virtuálním světě může být nevhodná, protože nedostatek je pouze virtuální a existuje přímý vztah mezi bohatstvím ve hře a časem stráveným hraním.

### Porovnávání cen
Množství nástrojů pro porovnání tohoto sekundárního trhu se v poslední době zvýšilo. Schopnost směny reálných peněz za virtuální peníze, poskytuje hráčům možnosti k získání virtuálních komodit. Takových komodit, které hráčům garantují možnosti, zvyšují jejich dovednosti nebo dobrou reputaci – cokoliv co je jasnou výhodou vůči ostatním hráčům.
Eye On MOGS byla první stránka umožňující porovnání virtuálních komodit od různých prodejců. Nabídli možnost konvertovat reálné peníze do virtuálního zlata, ISK nebo kreditů v závislosti na zalidněnosti jednotlivých virtuálních světů. Dalším důležitým vstupem byl GamerPrice, který rozmístil umělé agenty, které poskytovali porovnávání cenových výsledků v reálném čase.
Dalšími jsou Gilfinder.com, BuddyPlayer, Gold Price Watcher, GameUSD a WoW Gold Seeker.
S růstem popularity MMORPG her a sekundárních trhů (někteří průmyslový experti předpokládali v roce 2009, že sekundární trh bude mít vyšší obrat než souhrn poplatků za samotnou hru, mají takovéto služby větší pravděpodobnost být méně kuriózní a více akceptovanými ve smyslu přímé interakce s těmito trhy.

### Zdanění
Výdělek z obchodů s virtuálními komoditami je považován za skutečný příjem, jelikož hráči do takových her investují skutečné peníze. Tato možnost přinesla přímé spojení mezi hrou a skutečným světem. Výdělky, jež jsou stále častěji konvertovány do reálných peněz, přitahují pozornost daňových úřadů a vlád.
Spekuluje se, že zisky tvořené ve virtuálních světech by mohly podléhat zdanění dokonce předtím, než jsou konvertované zpět do reálných peněz. Zpochybněním je, jak řekl jeden komentátor, že spíš bude možné koupit skutečné zboží za virtuální peníze - například objednat skutečnou pizzu, než IRS bude vnímáno jako zdanitelný zisk ve skutečném světě.

### Virtuální zločin
Při finančních transakcích ve virtuálních světech mohou vznikat problémy podobné těm v reálném světě. V jižní Koreji, kde je počet hráčů počítačových her masivní, hlásili někteří provozovatelé her vznik gangů a mafie. Silní hráči ohrožovali začátečníky a nutili je platit za jejich „ochranu“, i když ve skutečnosti kradli a loupili.
Jiné podobné problémy vznikají v jiných virtuálních ekonomiích. Ve hře The Sims Online byl 17letý chlapec s přezdívkou "Evangeline" přistižen, že budoval cyber-bordel, kde měli zákazníci platit sim-money za minutu cyber sexu. Maxis zrušil všechny jeho účty, ale Evangeline si uložil své jmění do Gaming Open Market, aby byl schopen ponechat si aspoň jeho část.
Virtuální loupež v roce 2007 vedla k hlasům některých členů komunity v Second Life, aby vznikla externí regulace těchto obchodů. V červnu 2007 se pachatel s privilegovanými informacemi dostal k burze, uložil falešný depozit a pak utekl s ekvivalentem 10 000 dolarů. Rozplynul se ve vzduchu. Navzdory zdánlivě malé kořisti, zanechala jeho krádež city investorů rozhořčené a zranitelné.
Nicméně ve hře EVE Online je zlodějina a gaunerství na úkor jiných hráčů bezchybně umožněna vnitřní strukturou hry. Pouze však v případech, kdy nejsou prováděny obchody s reálným světem. Hráčům je dovoleno loupit veškeré položky obětí padlých v bitvě, ale existuje odrazující prostředek ve formě NPC policejní intervence ve vyšším chráněném prostoru. Přes podnikovou špionáž a pirátství bylo zničeno nebo uloupeno virtuální vlastnictví v hodnotě desítek tisíců amerických dolarů. Vyústilo to do obecně rozšířeného trestního konfliktu a zločinu mezi jednotlivými korporacemi.

### Černý trh
Mnoho MMORPGS jako například RuneScape, World of Warcraft, Guild Wars, Warhammer Online, Lord of the Rings Online a Final Fantasy XI striktně zakazují nákup zlata, komodit nebo jiných produktů spojených s hrami za reálnou světovou hotovost. Final Fantasy XI a Warhammer Online mají obě kompletní bojové štáby určené pro odstraňování obchodování s reálnými penězi ze hry.

### Rovnováha
Pro udržení stabilní ekonomiky v trvalém virtuálním světě musí být vynucena rovnováha mezi zdroji a odpadištěm. Obecně, hry mají početné zdroje nových objektů, které mohou hráči získat. Nicméně, některé nemají skutečné odpadiště, nebo metody odstraňování oběživa z cirkulace. Jestli jiné faktory zůstávají konstantní, nejvýznamnější dodávané oběživo oslabuje kupní silou danou množstvím - proces známý jako inflace. V praxi to má za následek konstantně rostoucí ceny obchodovatelných komodit. Se správnou rovnováhou nárůstu hráčské základně, zdrojů oběživa a odpadišť mohou virtuální ekonomika zůstat stabilně natrvalo.
Stejně ve skutečném světe, mohou činy hráčů destabilizovat ekonomiku. Tzv. gold farming (hospodaření se zlatem) vytváří oběživo uvnitř hry rychleji než obvykle, zhoršuje inflaci. V extrémních případech, hacker může být schopen dostat se do systému a vytvořit velké množství peněz. To by mohlo vést k hyperinflaci.
Ve skutečném světe se celé instituce věnují udržováním požadované úrovně inflace. Tento obtížný úkol je vážná záležitost pro seriózní MMORPG, kteří se musejí často vyrovnat s mudflací (inflace v MUD).

## Kapitál
V těchto virtuálních ekonomikách je hodnota objektů ve hře často vázána k síle, kterou jejich vlastních získá. Tato síla obvykle dovoluje uživatelům nabýt více vzácných a hodnotných položek, protože zdroje ve hře nejsou jen obchodovatelné objekty, ale mohou hrát roli kapitálu.
Hráči také mohou nabývat lidský kapitál, když se stávají silnějšími. Mocní hráči často podporují podvodné chování, jelikož tak mohou získávat lepší položky, které lze získat pouze při kooperaci více hráčů.

## Další virtuální ekonomiky
Virtuální ekonomiky také existují v metagame světech akčních her na hrdiny a sběratelských karetních hrách. Nové oběživa metaher vznikla ve hrách jako jsou Everquest nebo World of Warcraft. Dragon kill points nebo DKP reprezentují poloformální skóre užívané společenstvy hráčů. Hráči jsou konfrontováni s velikou škálou výzev nebo vpádů, které mohou být přemoženy jen pomocí koordinovaného úsilí spousty hráčů v jednom momentě. Dragon kill points není oficiální oběživo, ale vytváří a spravují je nejsilnější společenstva pro účely odměn.